# Брыкин, Николай Гаврилович
Николай Гаврилович Брыкин (род. 25 ноября 1959, Солдатское, Воронежская область) —  советский и российский деятель органов внутренних дел и налоговой службы, российский государственный и политический деятель. Депутат Государственной Думы Федерального собрания Российской Федерации VII созыва с 5 октября 2016.
Полномочный представитель Государственной думы в Верховном суде Российской Федерации. Председатель попечительского совета регионального общественного фонда помощи ветеранам специальных подразделений органов безопасности по борьбе с терроризмом «Защита Отечества». Генерал-майор милиции (2004).
Из-за вторжения России на Украину, находится под международными санкциями Евросоюза, США, Великобритании и ряда других стран

## Биография
Родился 25 ноября 1959 в селе Солдатское Острогожского района Воронежской области.
После окончания школы поступил в Острогожский аграрный техникум. Окончив техникум, проходил срочную службу в рядах Советской армии в Пограничных войсках КГБ СССР, на границе с Китаем (Курчумский отряд, 10-я пограничная застава «Матвеевка», Казахская ССР). Вернувшись из армии, некоторое время работал в СУ-909 «Тюменьдорстрой».
В то же время поступил в Тюменский инженерно-строительный институт на дорожно-строительный факультет. В 1993 окончил Тюменскую высшую школу МВД России. В 2007 окончил Нижневартовский филиал негосударственного «Института бизнеса и права».
С 1983 служил в органах внутренних дел, куда был направлен на усиление. За время службы в УВД Нижневартовска Тюменской области дослужился до начальника отдела по борьбе с экономическими преступлениями — заместителя начальника криминальной милиции.
В 1994 возглавил отделение Федеральной службы налоговой полиции Российской Федерации по Нижневартовску. В 1999 с должности первого заместителя начальника Управления ФСНП России по ХМАО был переведён в Москву на должность первого заместителя начальника Управления ФСНП России по Москве, где прослужил вплоть до упразднения Федеральной службы налоговой полиции в 2004.
В мае 2004 направлен на Дальний Восток, где был назначен на должность первого заместителя начальника Главного управления Министерства внутренних дел Российской Федерации по Дальневосточному федеральному округу — начальника оперативно-разыскного бюро по экономическим и налоговым преступлениям, с присвоением специального звания «генерал-майор милиции». 4 августа 2006 Указом Президента Российской Федерации освобождён от занимаемой должности.
После 2006 занимал руководящие посты в крупных организациях: ОАО «Мечел», ОАО «Ростоппром», ОАО «Роснефть», а также выступил соучредителем двух коммерческих организаций.
В 2014 получил предложение от руководства Регионального общественного Фонда помощи ветеранам специальных подразделений органов безопасности по борьбе с терроризмом «Защита Отечества» перейти в Фонд на постоянную работу, стал первым заместителем Председателя Правления Фонда.
В мае 2016 принял участие в праймериз «Единой России». Успешно прошел отбор и стал кандидатом в депутаты Государственной думы Российской Федерации. По результатам голосования на выборах в Государственную думу был избран депутатом по федеральным спискам от партии «Единая Россия». Постановлением Госдумы назначен полномочным представителем Государственной думы в Верховном суде Российской Федерации.

## Семья
Женат, есть сын и дочь, внуки.

## Награды
- Нагрудный знак «Отличник погранвойск» I и II степеней
- Орден «За заслуги перед Отечеством» IV степени
- Медаль ордена «За заслуги перед Отечеством» II степени
- Медаль «За безупречную службу» (трижды)[5]
- Почётный сотрудник налоговой полиции

## Бизнес
Вскоре после увольнения из правоохранительных органов Николай Брыкин стал учредителем компании ООО «Южный бриз» (ИНН 2302055962), зарегистрированной 12.10.2007 в Краснодарском крае. В соответствии с перечнем видов деятельности компания занимается операциями с недвижимостью, строительством и другими смежными видами деятельности, включая железнодорожное сообщение . По состоянию на 2013 год данной фирме принадлежали 98 земельных участков  в окрестностях г. Новороссийска Краснодарского края. Известно, что данные участки явились предметом судебных споров между ООО «Южный бриз» и местными органами власти .
В октябре 2015 года было учреждено ООО «Бахус» (ИНН 2315985475), зарегистрировано также в Краснодарском крае, Николай Брыкин выступил соучредителем. В регистрационных сведениях компании указан 81 вид деятельности, среди которых выращивание винограда, строительство, деревообработка, розничная и оптовая торговля различными видами товаров и т.п .
В мае 2016 года Николай Брыкин продал свою долю в коммерческих организациях своей дочери , после чего заявил о своём участии в праймериз «Единой России» в Тюменской области и выборах депутата Государственной Думы РФ.

## Критика
Наиболее громкая скандальная история, которая нашла свое отражение в многочисленных публикациях авторитетных СМИ и в блогах. По имеющимся в СМИ сведениям Николай Брыкин, с помощью своего зятя — Сергея Кирьянова, пытался безвозмездно заполучить долю в организации, которая принадлежала бизнеcмену и оппозиционеру Константину Дюльгерову, который рассказывал об этом, в том числе, в интервью изданию «Новая Газета».. Как утверждает предприниматель Дюльгеров, он длительное время платил дань «Брыкину и компании», а после отказа от услуг «крышевания» на него были возбуждено уголовное дело, расследование которого растянулось уже на несколько лет. В декабре 2019 года УМВД РФ по ХМАО сообщало, что в ходе расследования уголовного дела № 11101711010012088 выявлена причастность к совершению преступлений предусмотренных ст. 30, ч. 4 ст. 159 и ч. 3 ст. 163 УК РФ: Ласкина Г.С. (бывший сотрудник ОВД и подчиненный Н.Г. Брыкина); Кирьянова С.Л. (зять Н.Г. Брыкина); Устюжанина М.Н. (сотрудник ОВД, бывший подчинённый Н.Г. Брыкина); Абышева В.В. (свидетель). Известно, что речь идёт о вымогательстве суммы в 60 миллионов рублей у предпринимателя Константина Дюльгерова.
С 2004 по 2006 го Брыкин занимал должность руководителя Бюро по экономическим налоговым преступлениям Дальневосточного федерального округа. В 2006 году Указом Президента России он был отстранен от должности, окончил службу в звании генерала-майора. По одной из версий, имеющихся в средствах массовой информации, истинной причиной отстранения Николая Брыкина от должности явилась возможная заинтересованность в разрешении одного из громких дел по крупномасштабному мошенничеству, которое подчиненные Николая Брыкина расследовали халатно и способствовали его развалу.
Являясь генеральным директором Открытое акционерное общество «РОССИЙСКАЯ ТОПЛИВНАЯ КОМПАНИЯ» (ОАО «Ростоппром»), в силу занимаемой должности принял непосредственное участие в её банкротстве. Именно его действия, а также поручительство, подписанное им как генеральным директором ОАО «Ростоппром», в конечном итоге привели к банкротству успешную организацию, принадлежащую государству. При этом к захвату контроля над ОАО «Ростоппром» проявляли интерес несколько кланов. Позже стало известно о выявлении правоохранительными органами злоупотреблений Николаем Брыкиным своими полномочиями директора АО «Ростоппром», среди которых хищения в особо крупных размерах, покупка заблаговременно убыточных компаний и продажа организаций и долей в них на невыгодных условиях, вывод активов из подконтрольных организаций, поручительства по кредитам убыточных организаций и т.д. Всё осуществлялось сплочённой группой и сопровождалось злоупотреблением полномочиями, нарушением внутренних процедур и даже подделкой подписей. Николай Брыкин выполнял роль организатора. В ходе расследования Прокуратуры г. Москвы было выявлено, что Брыкиным Н.Г., осуществляющим с 25.11.2009 до 05.10.2011 полномочия генерального директора ОАО «Ростоппром» осуществлены неправомерные действия, причинившие Обществу ущерб в особо крупном размере (Документ).
В предвыборный период 2016 года Николай Брыкин, по имеющимся сведениям, различными способами договорился с крупными региональными СМИ об удалении негативной информации, касающейся его жизни и деятельности, а также размещении исключительно позитивных новостей о нём даже по самым малозначительным поводам. При этом некоторым СМИ из-за отказа от подобного сотрудничества поступали «предупреждения». Вследствие такой работы региональное информационное поле было частично «зачищено», но некоторые из публикаций в сети всё-же остались.
В сентябре 2017 года исполнился год деятельности Николая Брыкина в статусе депутата Государственной Думы. На основании официальных источников были проанализированы показатели его законотворческой активности. По сведениям Государственной Думы РФ Николай Брыкин принял участие в разработке 29 законопроектов, но присоединялся к работе по ним уже после того, как проекты законов были внесены на обсуждение пленарным заседанием Госдумы. Всего один раз Брыкин выступил в числе первичных инициаторов внесения поправки к одному из абзацев федерального закона, являясь соавтором в числе 11-ти депутатов. Кроме того, по стенограммам Госдумы РФ насчиталось всего 33 выступления за год. Это в основном это реплики с места, длительностью в 10-20 секунд, смысл которых заключается в выражении мнения комитета, например: «комитет рекомендует принять» или «комитет рекомендует отклонить законопроект». При этом, депутат Брыкин не принял участия в голосовании по более чем тысяче вопросов, а при участии в них голосовал только «за» вносимые предложения! Таким показателям работы Николая Брыкина в качестве депутата журналистами была дана низкая оценка.
Начиная с августа 2017 года Николай Брыкин использовал свои депутатские полномочия для защиты интересов Банка «Югра», у которого Центральный Банк России сначала приостановил, а потом и отозвал лицензию. Лоббистская деятельность сопровождалась направлением депутатских запросов в различные инстанции (в том числе в Генеральную прокуратуру РФ) и неоднократными публичными выступлениями, что некоторыми СМИ было расценено как попытка оказать давление на суд и ЦБ РФ. В декабре 2017 года Московский арбитражный суд принял решение по жалобе Банка «Югра» в которой оспаривалось решение надзорного органа об отзыве лицензии. В соответствии с судебным решением позиция ЦБ РФ была признана законной и обоснованной, а иск банка не подлежащим удовлетворению.
В июне 2018 года по биографии Николая Брыкина был снят антикоррупционный документальный фильм.
Позже на сайте change.org была опубликована общественная петиция, призывающая правоохранительные и надзорные органы провести расследование деятельности Николая Брыкина, а Государственную Думу и Общественную палату обратить внимание на информацию и осуществить контроль.
В сентябре 2018 года в отношении Николая Брыкина была опубликована петиция на сайте Белого Дома США с призывом внести его в санкционные списки . В петиции заявляется, что «Являясь частью политической системы России он полностью поддерживает инициативы, направленные против интересов США, являясь представителем партии «Единая Россия» и председателем патриотического фонда «Защита Отечества» участвует в реализации антиамериканской политики. При этом, в отношении него имеется значительное количество информации, фактов, подробностей, свидетельств и обвинений, говорящих о причастности Брыкина к коррупционным преступлениям, финансовым махинациям, злоупотреблениям должностными полномочиями и хищениям» .

## Санкции
23 февраля 2022 года внесён в санкционные списки стран Евросоюза за действия и политику, которые подрывают территориальную целостность, суверенитет и независимость Украины и еще больше дестабилизируют Украину.
24 февраля 2022 года включён в санкционный список Канады «близких соратников режима» за голосование о признании независимости «так называемых республик в Донецке и Луганске».
24 марта 2022 года, на фоне вторжения России на Украину, включён в санкционный список США за «соучастие в войне Путина» и «поддержку усилий Кремля по вторжению в Украину», Госдеп США заявил что депутаты Госдумы используют свои полномочия для преследования инакомыслящих и политических оппонентов, нарушают свободу информации, ограничивают права человека и основные свободы граждан России.
Позднее, по аналогичным основаниям, включён в санкционные списки Великобритании, Швейцарии, Австралии, Японии, Украины и Новой Зеландии.

## Законотворческая деятельность
С 2016 по 2019 год, в течение исполнения полномочий депутата Государственной Думы VII созыва, выступил соавтором 56 законодательных инициатив и поправок к проектам федеральных законов.